# Гресторп
Гресторп (швед. Grästorp) — містечко (tätort, міське поселення) у центральній Швеції в лені Вестра-Йоталанд. Адміністративний центр комуни  Гресторп.

## Географія
Містечко знаходиться у центральній частині лена Вестра-Йоталанд за 404 км на південний захід від Стокгольма.

## Історія
У 1867 році була відкрита залізнична станція під час будівництва залізниці Уддевалла-Венерсборг-Геррюнга. Навколо станції виросло містечко з торговцями і ремісниками. 

## Населення
Населення становить 2 999 мешканців (2018). 

## Спорт
У поселенні базується футбольний клуб ІК «Гаутіод», хокейний Гресторп ІК та інші спортивні організації. 

## Галерея

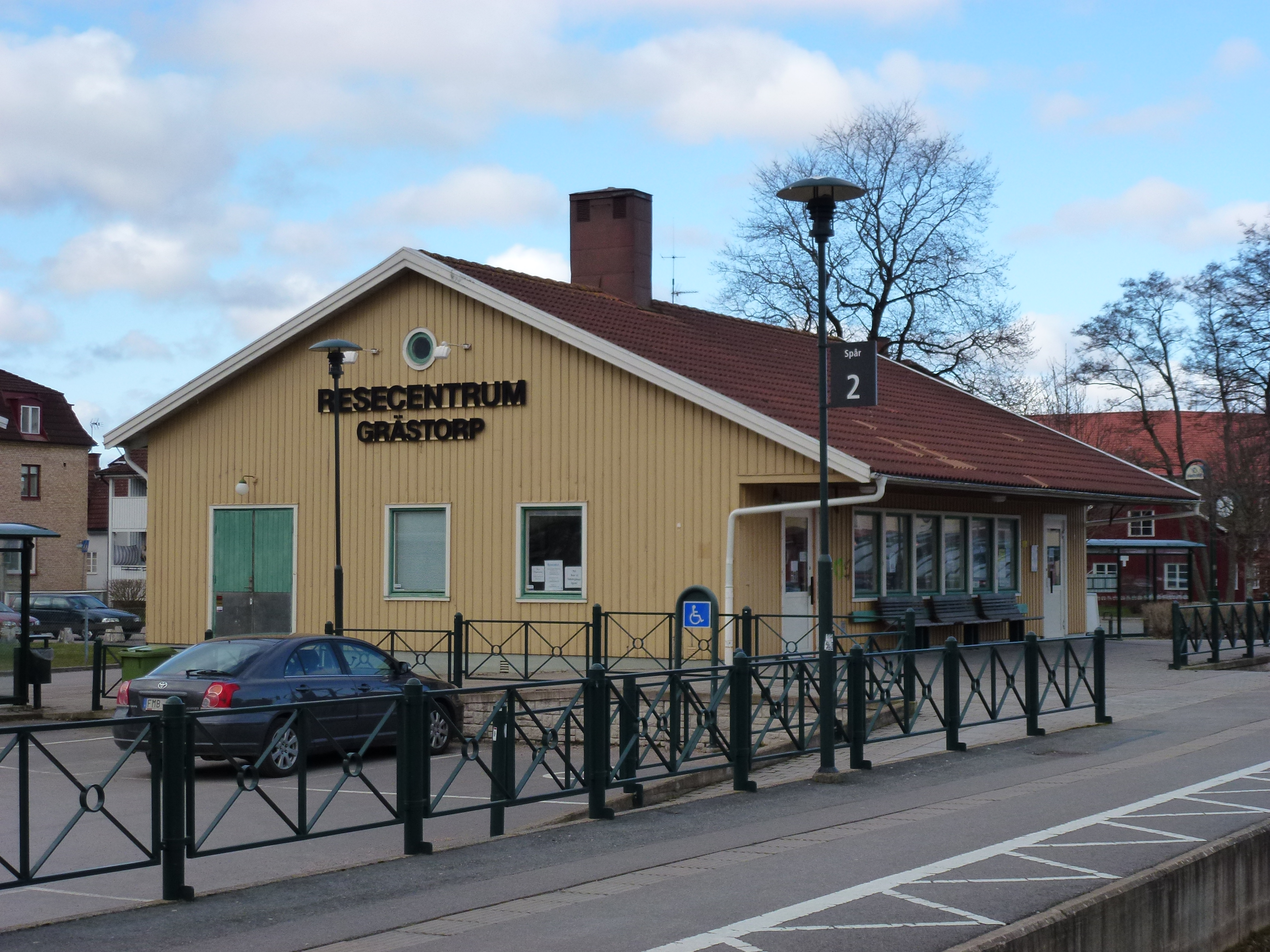
Залізнична станція

## Покликання
- Сайт комуни Гресторп [Архівовано 9 червня 2022 у Wayback Machine.]